# Premiile MTV Movie & TV
Premiile MTV Movie & TV (în engleză MTV Movie & TV Awards), cunoscute anterior ca Premiile MTV Movie (în engleză MTV Movie Awards), reprezintă o ceremonie de acordare de premii pentru lucrări din cinematografie și televiziune. Ceremonia este prezentată anual pe postul de televiziune MTV. Primele ceremonii au fost prezentate în 1992. Ceremonia a fost redenumită MTV Movie & TV Awards la cea de-a 26-a ediție din 2017, pentru a onora și lucrări din televiziune, pe lângă cele din cinematografie.
Premiile au fost în mod tradițional legate de începutul sezonului de vară de succes pentru industria filmului și, odată cu lansarea premiilor de televiziune, de deschiderea sezonului de premii al acestei industrii. Nominalizările sunt decise de producătorii și directorii de la MTV. Câștigătorii sunt apoi deciși de publicul larg. Votul se face numai prin intermediul unui site web oficial de votare. Câștigătorii sunt prezentați cu statuia „golden popcorn” realizată de companie americană din New-York Society Awards.

## Procesul de producție
Pentru o mare parte a istoriei sale, ceremonia a fost înregistrată pentru difuzare ulterioară, spre deosebire de MTV Video Music Awards, care sunt de obicei live. După 2006, când producătorul emisiunii Survivor Mark Burnett (care a preluat atribuțiile de la Joel Gallen pentru premiile din 2007) a preluat sarcinile de producție, ceremonia a început să fie transmis în direct în majoritatea anilor, deși din 2017, a fost înregistrată din nou.

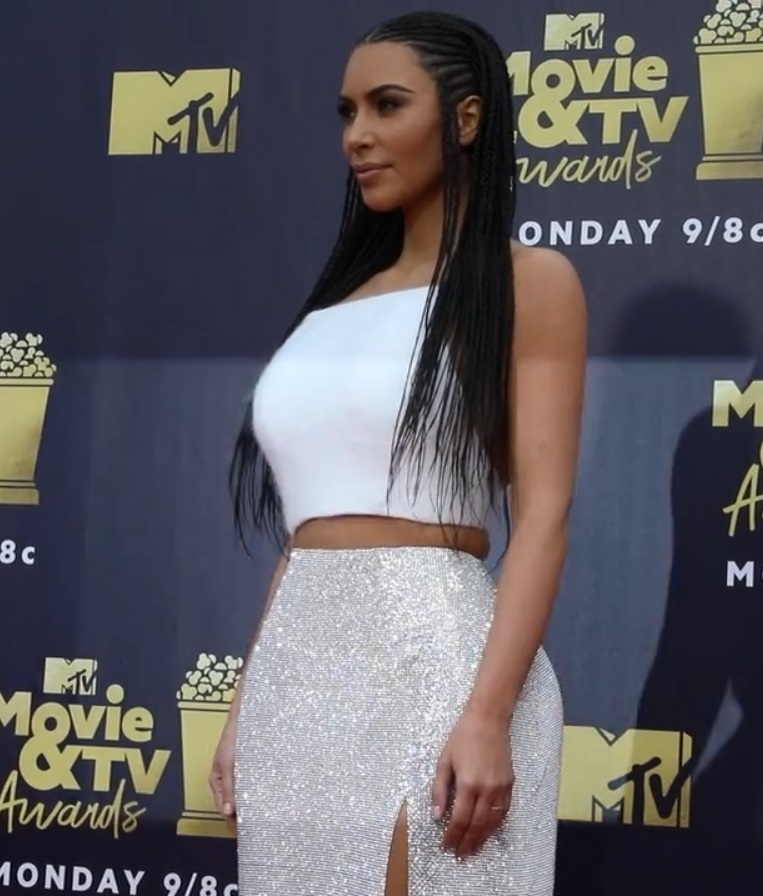
Kim Kardashian la ceremonia din 2018

Din 2007, sondajele pentru mai multe categorii de premii au fost votate prin intermediul prezenței MTV pe web și pe rețelele sociale.
Din cauza pandemiei de COVID-19, nu s-a discutat nimic despre premiile din 2020, nici despre nominalizări, nici despre o dată pentru ceremonie. Pe plan intern, rețeaua a discutat despre o mutare permanentă a ceremoniei în decembrie, care ar fi plasat-o în prima parte a sezonului de premiere înainte de decernarea premiilor Globul de Aur.
La 6 decembrie 2020, MTV a difuzat o emisiune specială unică găzduită de Vanessa Hudgens, MTV Movie & TV Awards: Greatest of All Time, care a evidențiat cele mai bune momente din film și televiziune din anii 1980, precum și momente din edițiile anterioare ale ceremoniilor. Rețeaua și-a declarat ca obiectiv o ceremonie mai mare, pe durata unui weekend, în 2021. MTV a anunțat la 11 martie 2021 că ceremonia din 2021 va avea loc pe 16 și 17 mai 2021; a doua seară a ceremoniei va fi intitulată MTV Movie & TV Awards: Unscripted (găzduită de Nikki Glaser) și se va concentra exclusiv pe reality television.

## Categorii
| Categorie                                 | An(i)                | Note                                                                           |
| ----------------------------------------- | -------------------- | ------------------------------------------------------------------------------ |
| Cel mai bun film                          | 1992–prezent         |                                                                                |
| Cea mai bună emisiune                     | 2017–prezent         |                                                                                |
| Cea mai bună interpretare într-un film    | 1992–prezent         |                                                                                |
| Cea mai bună interpretare într-o emisiune | 2017–prezent         |                                                                                |
| Cea mai bună interpretare de comedie      | 1992–prezent         |                                                                                |
| Cea mai terifiantă performanță            | 2005–2006, 2013–2015 | cunoscut ca "Best Frightened Performance" între 2010–2011 și iarăși între 2018 |
| Cel mai bun răufăcător                    | 1992–prezent         | cunoscut ca "Best On-Screen Dirt Bag" în 2012                                  |
| Cel mai bun erou                          | 2006, 2010–prezent   | cunoscut ca "Biggest Bad-Ass Star" în 2010–2011                                |
| Cel mai bun sărut                         | 1992–prezent         |                                                                                |
| Cea mai bună luptă                        | 1996–prezent         |                                                                                |
| Cea mai bună echipă                       | 2017–prezent         |                                                                                |
| Best Reality Series                       | 2017–prezent         | cunoscut ca "Best Reality Competition" în 2017                                 |
| Best Music Documentary                    | 2018, 2021           |                                                                                |
| Best Scene Stealer                        | 2018                 |                                                                                |

### Premii anulate
| Categorie                              | An(i)                                         | Note                                                         |
| -------------------------------------- | --------------------------------------------- | ------------------------------------------------------------ |
| Most Desirable Male                    | 1992–1996                                     |                                                              |
| Most Desirable Female                  | 1992–1996                                     |                                                              |
| Best New Filmmaker                     | 1992–2002                                     |                                                              |
| Best Action Sequence                   | 1992–2005                                     |                                                              |
| Best On-Screen Duo                     | 1992–2006, 2013–2015                          |                                                              |
| Best Musical Sequence                  | 1992–2002, 2005, 2009, 2012, 2014, 2015, 2017 |                                                              |
| Best Breakthrough Performance          | 1992–2017                                     | ca "Breakout Star" în 2011–2012 și "Next Generation" în 2017 |
| Best Dance Sequence                    | 1995, 1998, 2001, 2004                        |                                                              |
| Best Sandwich in a Movie               | 1996                                          |                                                              |
| Best Cameo                             | 2001–2004, 2014                               |                                                              |
| Best Dressed                           | 2001, 2002                                    |                                                              |
| Best Virtual Performance               | 2003, 2016                                    |                                                              |
| Best Video Game Based on a Movie       | 2005                                          |                                                              |
| Sexiest Performance                    | 2006                                          |                                                              |
| Best Summer Movie You Haven't Seen Yet | 2007                                          |                                                              |
| Best Summer Movie So Far               | 2008                                          |                                                              |
| Best WTF Moment                        | 2009–2011                                     | ca "Best Jaw Dropping Moment" în 2011                        |
| Global Superstar                       | 2010                                          |                                                              |
| Biggest Badass Star                    | 2010, 2011                                    |                                                              |
| Best Line from a Movie                 | 2011                                          |                                                              |
| Best Cast                              | 2012, 2016                                    | cunoscut ca "Ensemble Cast" în 2016                          |
| Best Gut-Wrenching Performance         | 2012–2015                                     |                                                              |
| Best On-Screen Transformation          | 2013, 2014                                    |                                                              |
| Best Shirtless Performance             | 2013–2015                                     |                                                              |
| Favorite Character                     | 2014                                          |                                                              |
| Best Action Performance                | 2016                                          |                                                              |
| Best Documentary                       | 2016, 2017                                    |                                                              |
| Ensemble Cast                          | 2016                                          |                                                              |
| True Story                             | 2016                                          |                                                              |
| Tearjerker                             | 2017                                          |                                                              |
| Trending                               | 2017                                          |                                                              |
| Best American Story                    | 2017                                          |                                                              |

### Premii speciale

#### Premiul pentru întreaga carieră
| An   | Primitor          |
| ---- | ----------------- |
| 1992 | Jason Voorhees    |
| 1993 | The Three Stooges |
| 1994 | John Shaft        |
| 1995 | Jackie Chan       |
| 1996 | Godzilla          |
| 1997 | Chewbacca         |
| 1998 | Clint Howard      |

#### Silver Bucket of Excellence
| An   | Primitor           | Note                                                            |
| ---- | ------------------ | --------------------------------------------------------------- |
| 2005 | The Breakfast Club | acordat lui Anthony Michael Hall, Molly Ringwald și Ally Sheedy |
| 2006 | Do the Right Thing | acordat lui Spike Lee                                           |

#### PremiileGeneration
| An   | Primitor                          |
| ---- | --------------------------------- |
| 2005 | Tom Cruise                        |
| 2006 | Jim Carrey                        |
| 2007 | Mike Myers                        |
| 2008 | Adam Sandler                      |
| 2009 | Ben Stiller                       |
| 2010 | Sandra Bullock                    |
| 2011 | Reese Witherspoon                 |
| 2012 | Johnny Depp                       |
| 2013 | Jamie Foxx                        |
| 2014 | Mark Wahlberg                     |
| 2015 | Robert Downey, Jr.                |
| 2016 | Will Smith                        |
| 2017 | Franciza The Fast and the Furious |
| 2018 | Chris Pratt                       |
| 2019 | Dwayne Johnson                    |
| 2021 | Scarlett Johansson                |
| 2022 | Jennifer Lopez                    |

#### Premiul Trailblazer
| An   | Primitor           | Vârsta                       |
| ---- | ------------------ | ---------------------------- |
| 2012 | Emma Stone         | (23 ani, 6 luni și 28 zile)  |
| 2013 | Emma Watson        | (22 ani, 11 luni și 30 zile) |
| 2014 | Channing Tatum     | (33 ani, 11 luni și 13 zile) |
| 2015 | Shailene Woodley   | (23 ani, 4 luni și 28 zile)  |
| 2018 | Lena Waithe        | (34 ani, 30 zile)            |
| 2019 | Jada Pinkett Smith | (47 ani, 8 luni și 28 zile)  |

#### Premiile MTV Movie: Geniu al comediei
| An   | Primitor          |
| ---- | ----------------- |
| 2013 | Will Ferrell      |
| 2015 | Kevin Hart        |
| 2016 | Melissa McCarthy  |
| 2021 | Sacha Baron Cohen |
| 2022 | Jack Black        |

## Ceremonii
| 1992 | Dennis Miller                         | Walt Disney Studios                                                                          | Terminator 2: Judgment Day                                                                   | Linda Hamilton, Terminator 2: Judgment Day                                                   | Arnold Schwarzenegger, Terminator 2: Judgment Day                                            | Edward Furlong, Terminator 2: Judgment Day                                                   | Edward Furlong, Terminator 2: Judgment Day                                                   |                                                                                              |                                                                                              |                                                                                              |
| 1993 | Eddie Murphy                          | Walt Disney Studios                                                                          | A Few Good Men                                                                               | Sharon Stone, Basic Instinct                                                                 | Denzel Washington, Malcolm X                                                                 | Marisa Tomei, My Cousin Vinny                                                                | Marisa Tomei, My Cousin Vinny                                                                |                                                                                              |                                                                                              |                                                                                              |
| 1994 | Will Smith                            | Sony Pictures Studios                                                                        | Menace II Society                                                                            | Janet Jackson, Poetic Justice                                                                | Tom Hanks, Philadelphia                                                                      | Alicia Silverstone, The Crush                                                                | Alicia Silverstone, The Crush                                                                |                                                                                              |                                                                                              |                                                                                              |
| 1995 | Jon Lovitz Courteney Cox              | Warner Bros. Studios                                                                         | Pulp Fiction                                                                                 | Sandra Bullock, Speed                                                                        | Brad Pitt, Interview with the Vampire                                                        | Kirsten Dunst, Interview with the Vampire                                                    | Kirsten Dunst, Interview with the Vampire                                                    |                                                                                              |                                                                                              |                                                                                              |
| 1996 | Ben Stiller Janeane Garofalo          | Walt Disney Studios                                                                          | Seven                                                                                        | Alicia Silverstone, Clueless                                                                 | Jim Carrey, Ace Ventura: When Nature Calls                                                   | George Clooney, From Dusk till Dawn                                                          | George Clooney, From Dusk till Dawn                                                          |                                                                                              |                                                                                              |                                                                                              |
| 1997 | Mike Myers                            | Barker Hangar                                                                                | Scream                                                                                       | Claire Danes, Romeo + Juliet                                                                 | Tom Cruise, Jerry Maguire                                                                    | Matthew McConaughey, A Time to Kill                                                          | Matthew McConaughey, A Time to Kill                                                          |                                                                                              |                                                                                              |                                                                                              |
| 1998 | Samuel L. Jackson                     | Barker Hangar                                                                                | Titanic                                                                                      | Neve Campbell, Scream 2                                                                      | Leonardo DiCaprio, Titanic                                                                   | Heather Graham, Boogie Nights                                                                | Heather Graham, Boogie Nights                                                                |                                                                                              |                                                                                              |                                                                                              |
| 1999 | Lisa Kudrow                           | Barker Hangar                                                                                | There's Something About Mary                                                                 | Cameron Diaz, There's Something About Mary                                                   | Jim Carrey, The Truman Show                                                                  | James Van Der Beek, Varsity Blues                                                            | Katie Holmes, Disturbing Behavior                                                            |                                                                                              |                                                                                              |                                                                                              |
| 2000 | Sarah Jessica Parker                  | Sony Pictures Studios                                                                        | The Matrix                                                                                   | Sarah Michelle Gellar, Cruel Intentions                                                      | Keanu Reeves, The Matrix                                                                     | Haley Joel Osment, The Sixth Sense                                                           | Julia Stiles, 10 Things I Hate About You                                                     |                                                                                              |                                                                                              |                                                                                              |
| 2001 | Jimmy Fallon Kirsten Dunst            | Shrine Auditorium                                                                            | Gladiator                                                                                    | Julia Roberts, Erin Brockovich                                                               | Tom Cruise, Mission: Impossible 2                                                            | Sean Patrick Thomas, Save the Last Dance                                                     | Erika Christensen, Traffic                                                                   |                                                                                              |                                                                                              |                                                                                              |
| 2002 | Sarah Michelle Gellar Jack Black      | Shrine Auditorium                                                                            | The Lord of the Rings: The Fellowship of the Ring                                            | Nicole Kidman, Moulin Rouge!                                                                 | Will Smith, Ali                                                                              | Orlando Bloom, The Lord of the Rings: The Fellowship of the Ring                             | Mandy Moore, A Walk to Remember                                                              |                                                                                              |                                                                                              |                                                                                              |
| 2003 | Seann William Scott Justin Timberlake | Shrine Auditorium                                                                            | The Lord of the Rings: The Two Towers                                                        | Kirsten Dunst, Spider-Man                                                                    | Eminem, 8 Mile                                                                               | Eminem, 8 Mile                                                                               | Jennifer Garner, Daredevil                                                                   |                                                                                              |                                                                                              |                                                                                              |
| 2004 | Lindsay Lohan                         | Sony Pictures Studios                                                                        | The Lord of the Rings: The Return of the King                                                | Uma Thurman, Kill Bill: Volume 1                                                             | Johnny Depp, Pirates of the Caribbean: The Curse of the Black Pearl                          | Shawn Ashmore, X2                                                                            | Lindsay Lohan, Freaky Friday                                                                 |                                                                                              |                                                                                              |                                                                                              |
| 2005 | Jimmy Fallon                          | Shrine Auditorium                                                                            | Napoleon Dynamite                                                                            | Lindsay Lohan, Mean Girls                                                                    | Leonardo DiCaprio, The Aviator                                                               | Jon Heder, Napoleon Dynamite                                                                 | Rachel McAdams, Mean Girls                                                                   |                                                                                              |                                                                                              |                                                                                              |
| 2006 | Jessica Alba                          | Sony Pictures Studios                                                                        | Wedding Crashers                                                                             | Jake Gyllenhaal, Brokeback Mountain                                                          | Jake Gyllenhaal, Brokeback Mountain                                                          | Isla Fisher, Wedding Crashers                                                                | Isla Fisher, Wedding Crashers                                                                |                                                                                              |                                                                                              |                                                                                              |
| 2007 | Sarah Silverman                       | Universal Amphitheatre                                                                       | Pirates of the Caribbean: Dead Man's Chest                                                   | Johnny Depp, Pirates of the Caribbean: Dead Man's Chest                                      | Johnny Depp, Pirates of the Caribbean: Dead Man's Chest                                      | Jaden Smith, The Pursuit of Happyness                                                        | Jaden Smith, The Pursuit of Happyness                                                        |                                                                                              |                                                                                              |                                                                                              |
| 2008 | Mike Myers                            | Universal Amphitheatre                                                                       | Transformers                                                                                 | Ellen Page, Juno                                                                             | Will Smith, I Am Legend                                                                      | Zac Efron, Hairspray                                                                         | Zac Efron, Hairspray                                                                         |                                                                                              |                                                                                              |                                                                                              |
| 2009 | Andy Samberg                          | Universal Amphitheatre                                                                       | Twilight                                                                                     | Kristen Stewart, Twilight                                                                    | Zac Efron, High School Musical 3: Senior Year                                                | Robert Pattinson, Twilight                                                                   | Ashley Tisdale, High School Musical 3: Senior Year                                           |                                                                                              |                                                                                              |                                                                                              |
| 2010 | Aziz Ansari                           | Universal Amphitheatre                                                                       | The Twilight Saga: New Moon                                                                  | Kristen Stewart, The Twilight Saga: New Moon                                                 | Robert Pattinson, The Twilight Saga: New Moon                                                | Anna Kendrick, Up in the Air                                                                 | Anna Kendrick, Up in the Air                                                                 |                                                                                              |                                                                                              |                                                                                              |
| 2011 | Jason Sudeikis                        | Universal Amphitheatre                                                                       | The Twilight Saga: Eclipse                                                                   | Kristen Stewart, The Twilight Saga: Eclipse                                                  | Robert Pattinson, The Twilight Saga: Eclipse                                                 | Chloë Grace Moretz, Kick Ass                                                                 | Chloë Grace Moretz, Kick Ass                                                                 |                                                                                              |                                                                                              |                                                                                              |
| 2012 | Russell Brand                         | Universal Amphitheatre                                                                       | The Twilight Saga: Breaking Dawn – Part 1                                                    | Jennifer Lawrence, The Hunger Games                                                          | Josh Hutcherson, The Hunger Games                                                            | Shailene Woodley, The Descendants                                                            | Shailene Woodley, The Descendants                                                            |                                                                                              |                                                                                              |                                                                                              |
| 2013 | Rebel Wilson                          | Sony Pictures Studios                                                                        | Marvel's The Avengers                                                                        | Jennifer Lawrence, Silver Linings Playbook                                                   | Bradley Cooper, Silver Linings Playbook                                                      | Rebel Wilson, Pitch Perfect                                                                  | Rebel Wilson, Pitch Perfect                                                                  |                                                                                              |                                                                                              |                                                                                              |
| 2014 | Conan O'Brien                         | Microsoft Theater                                                                            | The Hunger Games: Catching Fire                                                              | Jennifer Lawrence, The Hunger Games: Catching Fire                                           | Josh Hutcherson, The Hunger Games: Catching Fire                                             | Will Poulter, We're the Millers                                                              | Will Poulter, We're the Millers                                                              |                                                                                              |                                                                                              |                                                                                              |
| 2015 | Amy Schumer                           | Microsoft Theater                                                                            | The Fault In Our Stars                                                                       | Shailene Woodley, The Fault In Our Stars                                                     | Bradley Cooper, American Sniper                                                              | Dylan O'Brien, The Maze Runner                                                               | Dylan O'Brien, The Maze Runner                                                               |                                                                                              |                                                                                              |                                                                                              |
| 2016 | Dwayne Johnson Kevin Hart             | Warner Bros. Studios                                                                         | Star Wars: The Force Awakens                                                                 | Charlize Theron, Mad Max: Fury Road                                                          | Leonardo DiCaprio, The Revenant                                                              | Daisy Ridley, Star Wars: The Force Awakens                                                   | Daisy Ridley, Star Wars: The Force Awakens                                                   |                                                                                              |                                                                                              |                                                                                              |
| 2017 | Adam DeVine                           | Shrine Auditorium                                                                            | Beauty and the Beast                                                                         | Emma Watson, Beauty and the Beast                                                            | Emma Watson, Beauty and the Beast                                                            | Daniel Kaluuya, Get Out                                                                      | Daniel Kaluuya, Get Out                                                                      |                                                                                              |                                                                                              |                                                                                              |
| 2018 | Tiffany Haddish                       | Barker Hangar                                                                                | Black Panther                                                                                | Chadwick Boseman, Black Panther                                                              | Chadwick Boseman, Black Panther                                                              | Tiffany Haddish, Girls Trip                                                                  | Tiffany Haddish, Girls Trip                                                                  |                                                                                              |                                                                                              |                                                                                              |
| 2019 | Zachary Levi                          | Barker Hangar                                                                                | Avengers: Endgame                                                                            | Lady Gaga, A Star Is Born                                                                    | Lady Gaga, A Star Is Born                                                                    | Noah Centineo, To All the Boys I've Loved Before                                             | Noah Centineo, To All the Boys I've Loved Before                                             |                                                                                              |                                                                                              |                                                                                              |
| 2020 | Vanessa Hudgens                       | Nu s-a organizat din cauza pandemiei de COVID-19; s-a difuzat în schimb Greatest of All Time | Nu s-a organizat din cauza pandemiei de COVID-19; s-a difuzat în schimb Greatest of All Time | Nu s-a organizat din cauza pandemiei de COVID-19; s-a difuzat în schimb Greatest of All Time | Nu s-a organizat din cauza pandemiei de COVID-19; s-a difuzat în schimb Greatest of All Time | Nu s-a organizat din cauza pandemiei de COVID-19; s-a difuzat în schimb Greatest of All Time | Nu s-a organizat din cauza pandemiei de COVID-19; s-a difuzat în schimb Greatest of All Time | Nu s-a organizat din cauza pandemiei de COVID-19; s-a difuzat în schimb Greatest of All Time | Nu s-a organizat din cauza pandemiei de COVID-19; s-a difuzat în schimb Greatest of All Time | Nu s-a organizat din cauza pandemiei de COVID-19; s-a difuzat în schimb Greatest of All Time |
| 2021 | Leslie Jones Nikki Glaser             | Hollywood Palladium                                                                          | To All the Boys: Always and Forever                                                          | Chadwick Boseman, Ma Rainey's Black Bottom                                                   | Chadwick Boseman, Ma Rainey's Black Bottom                                                   | Regé-Jean Page, Bridgerton                                                                   | Regé-Jean Page, Bridgerton                                                                   |                                                                                              |                                                                                              |                                                                                              |
| 2022 | Vanessa Hudgens Tayshia Adams         | Barker Hangar                                                                                | Spider-Man: No Way Home                                                                      | Tom Holland, Spider-Man: No Way Home                                                         | Tom Holland, Spider-Man: No Way Home                                                         | Sophia Di Martino, Loki                                                                      | Sophia Di Martino, Loki                                                                      |                                                                                              |                                                                                              |                                                                                              |

## Premiul MTV pentru cea mai bună emisiune TV
- Stranger Things (Netflix; 2017)[26]
- Stranger Things (Netflix; 2018)[27]
- Urzeala tronurilor (HBO; 2019)[28]
- Nu s-a acordat (2020)
- WandaVision (Disney+; 2021)[29]
- Euforia (HBO; 2022)[30]